# Aktywność stężeniowa
Aktywność stężeniowa lub krótko aktywność − w termodynamice chemicznej to efektywne stężenie substancji.
Aktywność wyrażana jest wzorem:
{\displaystyle a=\gamma c}
gdzie:
- a − aktywność (stężeniowa)
- γ − współczynnik aktywności
- c − stężenie

Współczynniki aktywności dla bardzo niskich stężeń dążą do jedności, a więc w tych warunkach a = c. Dla większych stężeń najczęściej współczynniki najpierw maleją a potem rosną (nawet powyżej jedności). Przykładem mogą być współczynniki aktywności dla jonów w roztworze wodnym.
We wszystkich wyrażeniach dotyczących równowag chemicznych (równowag dynamicznych) gdzie zwykle używa się stężenia, powinno używać się aktywności.